# أتروفة
الأُتْرُوفَة (الجمع: اَتَارِيف) (بالإنجليزية: trophozoite)‏ هي الطور النشيط من دورة حياة بعض الطفيليات المنتمية إلى الأوالي مثل المتصورة والجياردية.